# Zack & Quack
Zack & Quack (conocida en español como Zack y Quack) es una serie de televisión infantil creada por Gili Dolev e Yvette Kaplan. La serie sigue las aventuras de un chico dinámico y aventurero llamado Zack y su mejor amigo llamado Quack, un pato impulsivo y curioso. En Latinoamérica, la serie fue emitida por Discovery Kids.

## Personajes
- Zack: es un joven de 7 años, muy inquieto y de buen corazón. Sus habilidades con los dibujos animados dan vida a las aventuras más increíbles. Además, adora a sus amigos y tiene una capacidad innata para obtener lo mejor de cada uno de ellos. Sin duda alguna, Zack es un gran líder.

- Quack: es el mejor amigo de Zack y su compañero más fiel. Es un pato pequeño y muy curioso con una energía sin límites. Le fascina el mundo tridimensional y adora explorar todo junto a Zack. ¡Le encanta que lo sorprendan! Tiene mucho coraje, no suele dar un paso hacia atrás frente a los desafíos y muy pocas cosas lo intimidan. Ante el rugido de un dinosaurio, lo más probable es que Quack responda de la misma manera y luego se eche a correr. Aunque Quack no habla, todos pueden entender sus graznidos.

- Kira: es la amiga de Zack y Quack y vive en la casa de al lado. Tiene 8 años, adora el papel y todas las cosas hermosas que pueden hacerse con él. De hecho, es la experta del vecindario en solucionar problemas con papeles. Su espíritu inquieto la convierte en una amiga maravillosa para Zack y Quack, quienes disfrutan mucho cuando ella participa de sus aventuras. A Kira también le encanta la música y tiene una personalidad chispeante y muy sociable. ¡Es una niña maravillosa!

- Sapón: es un adorable sapo especializado en absolutamente todo, ¡o al menos eso es lo que él cree!

- Zas y Tras: son una pareja de ardillas acrobáticas. Son hermanas y trabajan en perfecta armonía saltando y volando de árbol en árbol. Sin embargo, en el suelo son más testarudas de lo que todos sus amigos esperan.

- Fofo: es un joven erizo que representa la voz de la prudencia. Sensible y dulce, tiene enormes espinas en su exterior pero un gran corazón en su interior.

## Reparto
- Zack - Thomas Albritton
- Quack - Nick Baker
- Kira - Madison Hathaway
- Zas - Regan Lutz
- Tras - Maria May
- Fofo - Jesse Ray Sheps
- Sapón - Colin McFarlane